# Albion (Pensilvania)
Albion es un borough ubicado en el condado de Erie en el estado estadounidense de Pensilvania. En el año 2000 tenía una población de 1,607 habitantes y una densidad poblacional de 583 personas por km².

## Geografía
Albion se encuentra ubicado en las coordenadas 41°53′28″N 80°21′42″O / 41.89111, -80.36167

## Demografía
Según la Oficina del Censo en 2000 los ingresos medios por hogar en la localidad eran de $33,007 y los ingresos medios por familia eran $40,650. Los hombres tenían unos ingresos medios de $31,620 frente a los $21,157 para las mujeres. La renta per cápita para la localidad era de $15,361. Alrededor del 11.8% de la población estaba por debajo del umbral de pobreza.